# Topfree

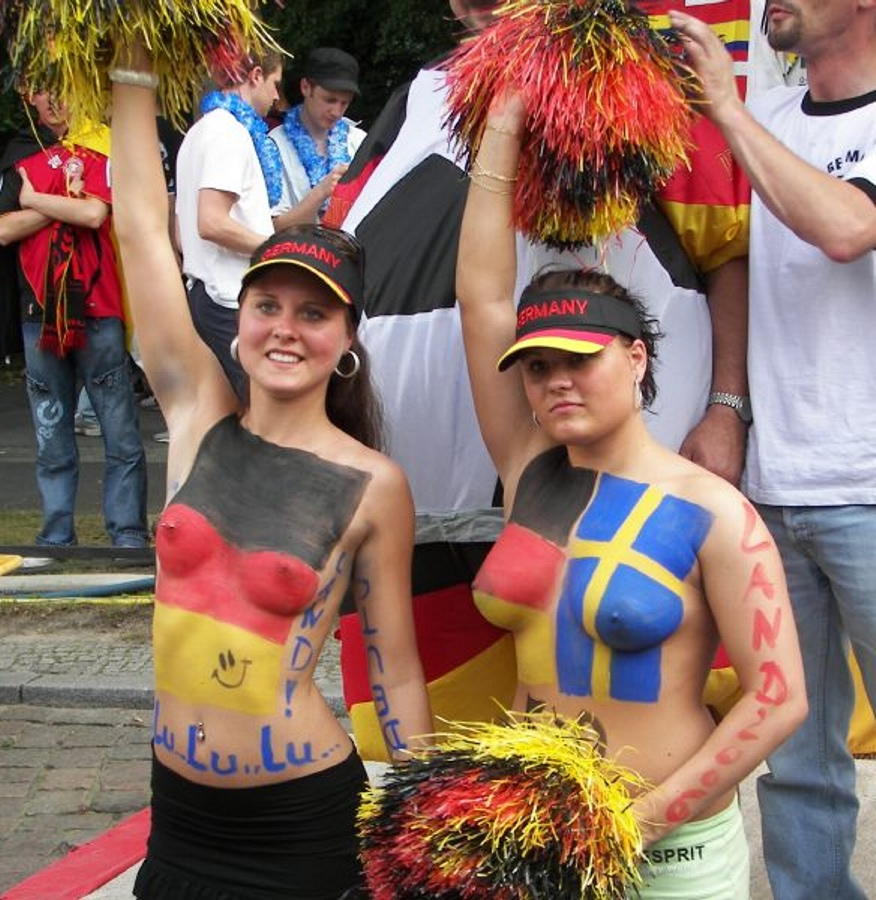
Aficionades al futbol a Alemanya.

Topfree és el nom que es dona a un moviment social existent en alguns llocs de l'Amèrica del Nord que es proposa concedir a les dones el dret d'anar nues de cintura en amunt (topless) allà on els homes ho poden fer legalment i sense cap problema, com ara a la platja, en una piscina o en un parc. Així, a més, s'aconseguiria que les mares lactants no necessitessin buscar un lloc amagat per donar mamar als seus fills.
No es tracta pas, però, de reivindicar el dret a anar nu de cintura cap amunt en llocs com ara un restaurant, on aquesta pràctica no es permet pas ni als homes ni a les dones.
Una de les lluites d'aquest moviment té lloc a Califòrnia, on la fiscal Liana Johnsson afirma que sota la Llei Megan, les dones acusades d'exhibició indecent, ja sigui per donar mamar o per prendre el sol sense sostens, poden ser fitxades com a agressores sexuals, igual com els violadors i els pederastes.
Els promotors d'aquest moviment usen el terme Topfree per evitar les connotacions sexuals o eròtiques de topless

## Topfree a l'Amèrica del Nord

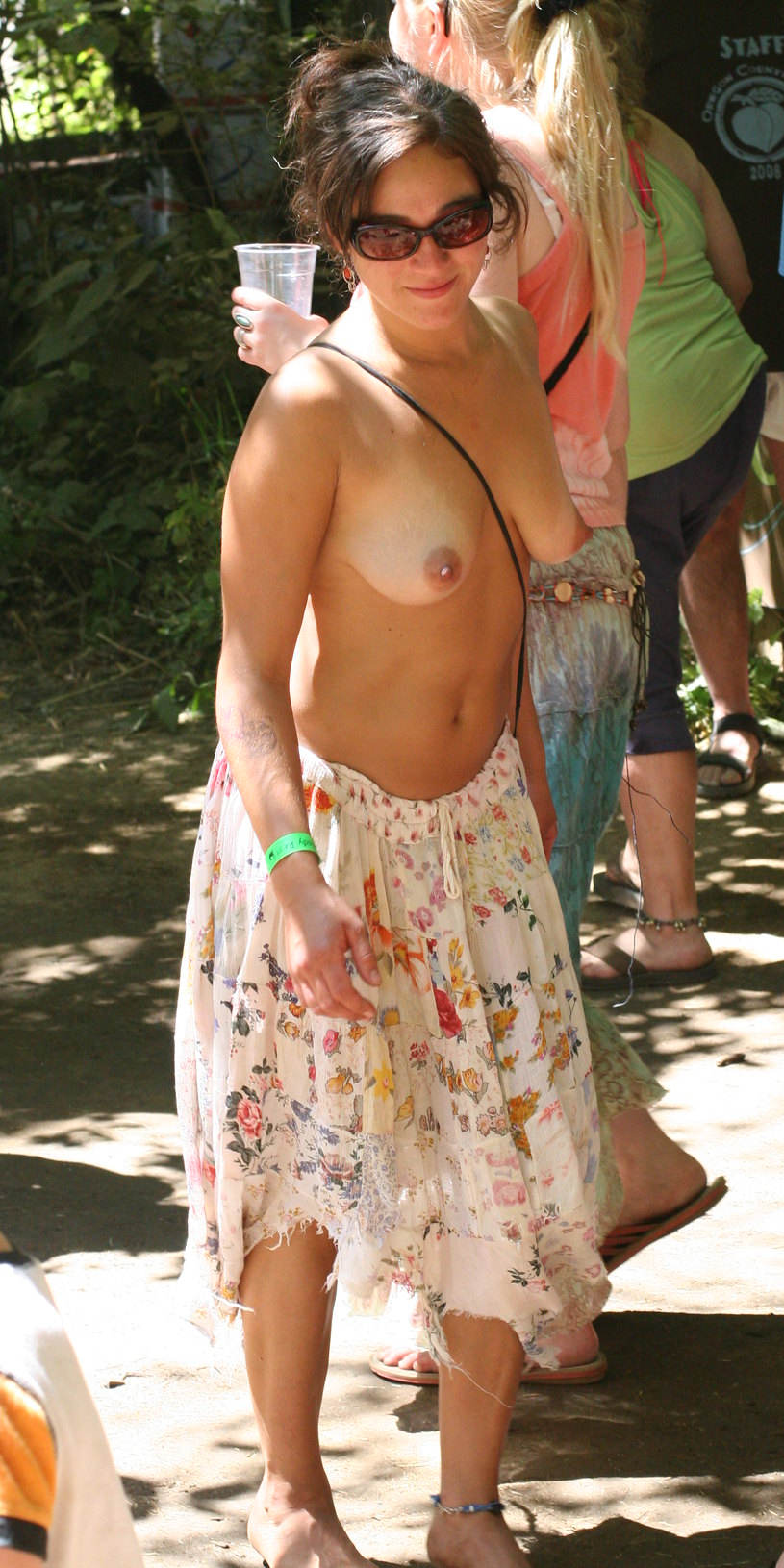
Visitant a l'Oregon Country Fair a Veneta, Oregon fentTopless.

Llocs i regions de l'Amèrica del Nord on, en teoria, la llei reconeix el dret de la igualtat topfree:

### Canadà
- Colúmbia Britànica
- Manitoba
- Ontario

### Estats Units
- Estats:
  - Hawaii
  - Maine
  - Nova York
  - Ohio
  - Texas

- Ciutats:
  - Ashland, Oregon
  - Boulder, Colorado
  - Denver, Colorado
  - Eugene, Oregon
  - Happy Valley, Oregon
  - Moscow, Idaho
  - Portland, Oregon
  - San Francisco, Califòrnia
  - South Beach, Miami Beach, Florida
  - Washington DC

## Topfree fora de l'Amèrica del Nord
En molts països, especialment a Europa no hi ha discussió legal sobre el fet que les dones poden anar en topless a la platja. En altres llocs, com ara Corea del Sud es considera del tot indecorós que les dones, o també els homes, vagin en topless.